# De Harmonie (Winschoten)
Sociëteitsgebouw De Harmonie is een historisch gebouw in Winschoten dat in 1850 gebouwd is in eclectische stijl. Het heeft aanvankelijk als hotel gefunctioneerd alvorens het in 1890 een sociëteit werd, terwijl het anno 2021 als het kantoor van de Geestelijke Gezondheidszorg dient.

## Geschiedenis
Het gebouw werd oorspronkelijk gebouwd omstreeks 1850 als hotel Schoongezicht in een ambachtelijk-traditionele bouwwijze met een enkele bouwlaag.
Van 1865 tot 1898 vestigde de Sociëteit de Harmonie zich in het gebouw en is het gebouw overeenkomstig hernoemd.
Rond 1890 werd het gebouw omgebouwd als onderkomen voor de herensociëteit voor vooraanstaande middenstanders en notabelen. Deze groep was erg actief op cultureel gebied en had een eigen orkest en koor.
Omstreeks 1899 werd het pand omgedoopt in Hotel Dommering. In 1890 werd het pand in opdracht van B. Dommering en R.M. de Boer uitgebreid met het twee bouwlagen hoge volume gelegen aan de voorzijde, opgetrokken in een stijl waarin Neo-Renaissance elementen zijn te herkennen. Het linker volume, dat drie verdiepingen hoog is, werd in 1894 wederom in opdracht van Dommering en De Boer gebouwd in overeenkomstige stijl.

## Heden
Tegenwoordig wordt het gebouw niet meer gebruikt voor culturele doeleinden, maar dient het als kantoor van de Geestelijke Gezondheidszorg.
Het monumentale pand is beeldbepalend gelegen aan het Bosplein en vormt met het eveneens beschermde tegenoverliggende belastingkantoor een fraai stedenbouwkundig ensemble.